# استنلی اندروز
استنلی اندروز (انگلیسی: Stanley Andrews؛ ۲۸ اوت ۱۸۹۱ – ۲۳ ژوئن ۱۹۶۹) یک هنرپیشه اهل ایالات متحده آمریکا بود.

## فیلم‌شناسی
از فیلم‌های او می‌توان به پس از ساعت اداری، سوارکاری در اوج و سوارکار مرموز اشاره نمود.